# 卡纳里 (上科西嘉省)
卡纳里（法語：Canari，法語發音：[kanaʁi] ⓘ）是法国上科西嘉省的一个市镇，属于巴斯蒂亚区。

## 地理
卡纳里（42°50'44"N, 9°19'48"E）面积16.67 平方千米，位于法国上科西嘉省，该省份位于科西嘉北部，后者为地中海西部的一座岛屿，也是法国的一个单一领土集体，位于法国大陆部分的东南面，意大利半島的西面，最临近的地块是撒丁岛。
与卡纳里接壤的市镇（或旧市镇、城区）包括：巴雷塔利、彼得拉科巴拉。

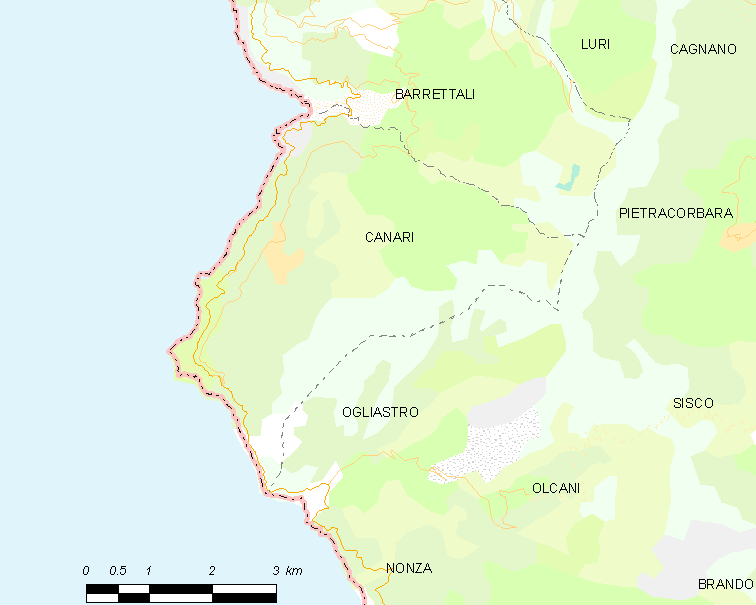
的OSM定位图

卡纳里的时区为UTC+01:00、UTC+02:00（夏令时）。

## 行政
卡纳里的邮政编码为20217，INSEE市镇编码为2B058。

## 政治
卡纳里所属的省级选区为科西嘉角县。

## 人口

1962-2008年间人口变化图示

卡纳里于2022年1月1日时的人口数量为311人。